# Сибила Урсула фон Брауншвайг-Волфенбютел
Сибила Урсула фон Брауншвайг-Волфенбютел (на немски: Sibylle Ursula von Braunschweig-Wolfenbüttel; * 4 февруари 1629, Хитцакер; † 12 декември 1671, Глюксбург) от род Велфи (Нов Дом Брауншвайг), е принцеса от Брауншвайг и Люнебург и Брауншвайг-Волфенбютел и чрез женитба херцогиня на Шлезвиг-Холщайн-Зондербург.

## Живот
Дъщеря е на херцог Август II Млади фон Брауншвайг-Люнебург-Волфенбютел (1579 – 1666), херцог на Брауншвайг и Люнебург и княз на Брауншвайг-Волфенбютел, и втората му съпруга Доротея фон Анхалт-Цербст (1607 – 1634), дъщеря на княз Рудолф фон Анхалт-Цербст (1576 – 1621).
Сибила Урсула се омъжва на 13 септември 1663 г. във Волфенбютел за Кристиан фон Шлезвиг-Холщайн-Зондербург (1627 – 1698) от Дом Олденбург. Те имат две деца, които умират като бебета – Фридрих (*/† 1664) и София (*/† 1668).
Сибила Урсула умира на 42 години на 12 декември 1671 г. След нейната смърт Кристиан се жени през 1672 г. за Агнес фон Шлезвиг-Холщайн-Пльон (1640 – 1698), дъщеря на херцог Йоахим Ернст фон Шлезвиг-Холщайн-Зондербург-Пльон.